# Йоан (генерал)
Вижте пояснителната страница за други личности с името Йоан.
Йоан (на латински: Iohannes; fl. 530-550) e магистър милитум (magister militum) на Източната Римска империя по времето на император Юстиниан I.
Вероятно е син на Виталиан, византийски военачалник и консул 520 г. Жени се за Юстина, дъщеря на генерал Герман и Пасара, дъщеря на Аниция Юлиана от знатната фамилия Аниции.
Йоан участва в готската война под командването на Велизарий и Нарсес против остготите на крал Витигис 537 г. Обсажда по заповед на Велизарий град Таранто.
На 17 декември 546 г. крал Тотила завладява Рим. През лятото на 547 г. има успехи на границата между Лукания и Калабрия и среща избягалите от Рим Руфий Генадий Проб Орест и други сенатори и ги изпраща в Сицилия.